# André Geerts
André Geerts (Brussel, 18 december 1955 - 27 juli 2010) was een Belgisch striptekenaar. Hij werd vooral bekend met de reeks Jojo.

## Biografie
Geerts kreeg zijn artistieke opleiding in Sint-Lucasinstituut te Brussel, samen met onder andere Bernard Hislaire en Frank Pé. Hij debuteerde in 1974, in Le Soir Jeunesse, de jeugdbijlage van Le Soir. Zelf dacht hij aan een carrière als politiek tekenaar; Jean-Jacques Sempé was zijn grote voorbeeld. Maar hij belandde uiteindelijk bij het weekblad Robbedoes. Hier illustreerde hij vanaf 1976 de rubriek La Petite chronique vénusienne, die werd geschreven door Jean-Marie Bruyère. Bij hetzelfde blad werd hij ook cartoonist en tekenaar van complete verhalen. Zijn eerste stripverhaal, Gens de la Lune, verscheen in 1981. Zijn beroemdste stripreeks was Jojo, waarvan in 27 oktober 1983 de eerste aflevering verscheen; eigenlijk was dit pas de tweede strip van Jojo, de eerste verscheen pas later in het weekblad. In de reeks komt een zeker Dik Lowietje voor, die in het begin loenste, een eigenschap die hij deelde met Geerts zelf. Van Jojo verscheen ook een animatiefilm van 52 minuten, Jojo - Le Mystère Violaine, die als voorstudie gold voor een reeks van 52 afleveringen van 13 minuten. Hoewel de voorbereidingen van die reeks startten in 2007, is er anno 2010 nog steeds geen aflevering verschenen.
Geerts tekende in 1990 Jabert contre l'adversité, geschreven door Pierre Le Gall. Een andere reeks, Mademoiselle Louise, zag bij Casterman het levenslicht in 1993. Die reeks maakte hij samen met Sergio Salma. In 1995 verscheen het album Le Commissaire Martin (in 1998 vertaald uitgegeven als Commissaris Martens), met daarin enkele korte verhalen die sinds 1981 waren verschenen in Robbedoes. In 1997 verscheen zijn cartoonreeks Ondankbare Wereld in albumvorm.
Naast het werk voor Robbedoes maakte Geerts ook illustraties voor de magazines Bonnes Soirées, Tremplin en Schtroumpf. In de jaren 80 maakte hij eveneens illustraties voor Zonnestraal.
Geerts overleed op 54-jarige leeftijd aan de gevolgen van kanker. Jojo's achttiende album, Mamy Blues, was op twee platen na af en werd afgerond door Alain Mauricet en Renaud Collin.

## Prijzen
- 1980 - Prix Saint-Michel voor beste humoristische strip
- 1994 - Prix œcuménique de la BD in Angoulême voor het eerste deel van Mademoiselle Louise
- 1997 - Grand prix van Durbuy voor album Monde Cruel
- 1998 - Gouden potlood van de stad Brussel, uitgereikt door Chambre Belge des Experts en Bandes Dessinées
- 2003 - Grote Prijs van de stad Brussel, uitgereikt op het festival van Ganshoren
- 2007 - Prix des lecteurs jeunesse op het festival van Vaison-la-Romaine voor het 17de album uit de reeks Jojo

- Biblioteca Nacional de España: XX945594
- Bibliothèque nationale de France: cb120404173 (data)
- Gemeinsame Normdatei: 120116235
- International Standard Name Identifier: 0000 0000 7830 294X
- Library of Congress Control Number: no2004048944
- Nationale Bibliotheek van Tsjechië: xx0212134
- Nederlandse Thesaurus van Auteursnamen: 073073792
- Système universitaire de documentation: 028601335
- Virtual International Authority File: 76333823